# Pseudoludia suavis
Pseudoludia suavis är en fjärilsart som beskrevs av Rothschild 1907. Pseudoludia suavis ingår i släktet Pseudoludia och familjen påfågelsspinnare. Inga underarter finns listade.